# Vittinge landskommun
Vittinge landskommun var en tidigare kommun i Västmanlands län.

## Administrativ historik
Kommunen bildades i Vittinge socken i Torstuna härad i Uppland när 1862 års kommunalförordningar trädde i kraft.
Kommunreformen 1952 lämnade denna landskommun oförändrad.
1971 uppgick landskommunen i den nybildade Heby kommun.
Kommunkod 1952-1970 var 1916.

### Kyrklig tillhörighet
I kyrkligt hänseende tillhörde kommunen Vittinge församling.

## Geografi
Vittinge landskommun omfattade den 1 januari 1952 en areal av 135,95 km², varav 132,85 km² land.

### Tätorter i kommunen 1960
| Tätort     | Folkmängd |
| ---------- | --------- |
| Morgongåva | 1 448     |
| Vittinge   | 439       |

Tätortsgraden i kommunen var den 1 november 1960 69,3 procent.

## Politik

### Mandatfördelning i valen 1938-1966
| 6 | 11 |  | 4 | 3 |

| 25 |

| 4 | 13 | 8 |

| 23 |

| 6 | 12 | 3 | 4 |

| 24 |

| 4 | 14 | 7 |

| 24 |

| 3 | 14 | 4 | 3 |  |

| 23 |

| 2 | 14 | 4 | 3 | 2 |

| 23 |

| 2 | 14 | 4 | 3 | 2 |

| 22 |

| 2 | 12 | 5 | 3 |  | 2 |

| 24 |